# الکساندر جورج اوگستون
الکساندر جورج اوگستون (انگلیسی: Alexander George Ogston; ۳۰ ژانویهٔ ۱۹۱۱ – ۲۹ ژوئن ۱۹۹۶) بیوشیمیدان بریتانیایی بود.
وی همچنین برندهٔ جوایزی همچون مدال دیوی و همکار انجمن سلطنتی شده‌است.